# Helicarion rubicundus
Helicarion rubicundus är en snäckart som beskrevs av Dartnall och Kershaw 1978. Helicarion rubicundus ingår i släktet Helicarion och familjen Helicarionidae. IUCN kategoriserar arten globalt som sårbar. Inga underarter finns listade i Catalogue of Life.